# Boguchwała (Couïavie-Poméranie)
Pour les articles homonymes, voir Boguchwała.
Boguchwała est une localité polonaise de la voïvodie de Couïavie-Poméranie et du powiat de Lipno,.